# Valarie Allmanová
Valarie Carolyn Allmanová (* 23. února 1995 Newark) je americká diskařka, dvojnásobná olympijská vítězka. Předtím byla jejím největším úspěchem stříbra z univerziády a mistrovství světa juniorů. Vystudovala na bakalářské úrovni produktový design na Stanfordově univerzitě, následné magisterské studium komunikace tamtéž přerušila, aby se mohla plně věnovat atletickému tréninku. Jejím nejlepším osobním výkonem je 70,15 metru z roku 2020.